# Землетрус (фільм, 2018)
Землетрус (норв. Skjelvet) — норвезький фільм-катастрофа 2018 року. Сиквел фільму «Хвиля» 2015 року.

## Сюжет
У 1904 році Осло постраждало від землетрусу силою 5,4 бала за шкалою Ріхтера. Стихія призвела до руйнувань в місті, але жодна людина не постраждала. В даний час геологічні дослідження показують, що в Осло майже щотижня відбуваються слабкі підземні поштовхи, які можуть служити провісниками ще більш сильного землетрусу.
Минуло ось уже три роки від подій першого фільму. Незважаючи на те, що Крістіану Айкорду вдалося врятувати своїх дітей і дружину, він прибуває в глибокій депресії, так як, на його думку, в той день загинуло дуже багато людей, яким можна було допомогти. Одного разу чоловік дізнається з новин про смерть свого колеги, відомого геолога Конрада Лімблома. Це змушує його пригадати про відкладений телефон і пошту, з яких йому стає зрозуміло, що Конрад хотів терміново зв'язатися з ним, щоб висловити свої підозри про можливий землетрус.

## У ролях
| Актор                   | Роль                           |
| ----------------------- | ------------------------------ |
| Крістоффер Йонер        | Крістіан Айкорд (геолог)       |
| Ане Даль Торп           | Ідун Карлсен (жінка Крістіана) |
| Йонас Гофф Офтебро      | Сондре (син Крістіана)         |
| Едіт Хогенруд-Сенд      | Юлія (дочка Крістіана)         |
| Кетрін Торборг Йогансен | Маріт                          |
| Стіг Амдам              | Йоганнес Леберг                |